# Kristina Lisovskaja
Kristina Lisovskaja, geboren als Škuleta-Gromova (Tallinn, 15 september 2000) is een Estisch kunstschaatsster. Ze is vijfvoudig nationaal medaillewinnaar bij de senioren en drievoudig nationaal kampioene bij de junioren.

## Biografie
Kristina Lisovskaja begon in 2005 met kunstschaatsen. In september 2014 debuteerde ze op internationaal niveau bij de junioren en in oktober 2016 bij de senioren. Op de Estische kampioenschappen heeft Lisovskaja drie gouden medailles behaald op de juniorenkampioenschappen (2016–2018), één zilveren medaille op de seniorenkampioenschappen (2018) en vier bronzen medailles op de seniorenkampioenschappen (2016, 2019, 2021, 2024).

## Persoonlijke records
Behaald tijdens ISU-wedstrijden. 
|                     | punten | toernooi                      |
| ------------------- | ------ | ----------------------------- |
| Hoogste totaalscore | 158.09 | 2023 CS Denis Ten Memorial    |
| Hoogste korte kür   | 057.87 | 2022 CS Budapest Trophy       |
| Hoogste lange kür   | 105.52 | 2021 CS Golden Spin of Zagreb |

## Belangrijke resultaten
| Kampioenschap           | 13/14 | 14/15 | 15/16 | 16/17 | 17/18  | 18/19 | 19/20         | 20/21         | 21/22         | 22/23         | 23/24         | 24/25         |
| ----------------------- | ----- | ----- | ----- | ----- | ------ | ----- | ------------- | ------------- | ------------- | ------------- | ------------- | ------------- |
| Europees kampioenschap  |       |       |       |       | 25e    |       |               |               |               |               | 27e           |               |
| Nationaal kampioenschap |       | 5e    | Brons | 4e    | Zilver | Brons | 5e            | Brons         | 7e            | 4e            | Brons         | 4e            |
| WK junioren             |       | 34e   | 29e   | 28e   | 34e    |       | geen deelname | geen deelname | geen deelname | geen deelname | geen deelname | geen deelname |
| NK junioren             | 7e    | Brons | Goud  | Goud  | Goud   | Brons | geen deelname | geen deelname | geen deelname | geen deelname | geen deelname | geen deelname |